# Heinrich Geissler

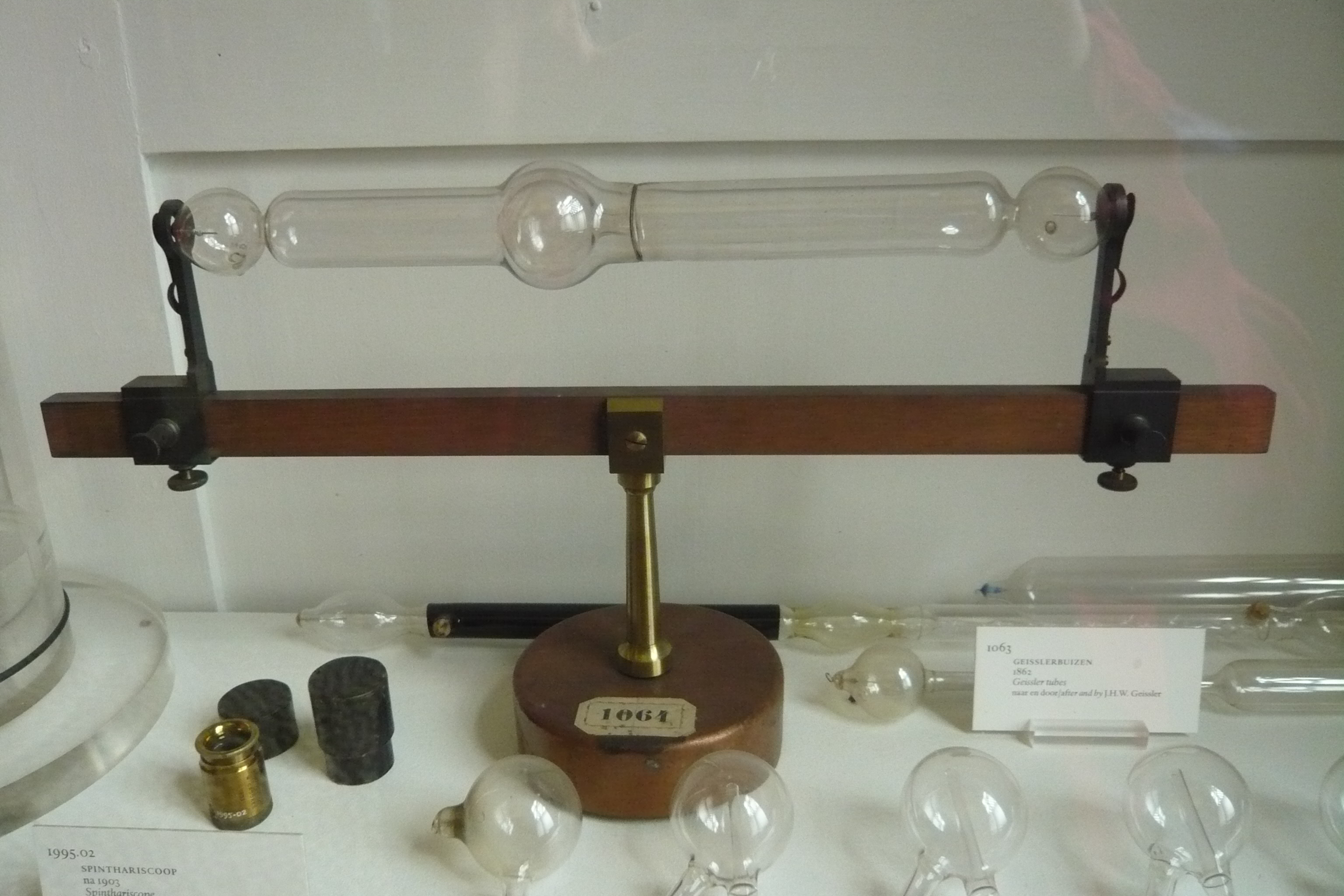
Tubo Geissler, 1861. (Museo Teylers)

Heinrich Geissler (Igelshieb, 26 de mayo de 1814-Bonn, 24 de enero de 1879) fue un inventor alemán, reconocido por idear el Tubo de Geissler, elemento clave para el desarrollo de la tecnología electrónica de los tubos de vacío.
Heinrich Geissler, fìsico y diestro soplador de vidrio, se dio a la tarea de fabricar tubos de diversos tamaños, formas y colores estos tubos llamaron la atención de los físicos de su época quienes lo usaron para sus experimentos extrayéndoles el aire mediante bombas de aire al vacío y poniendo en su lugar algún gas a baja presión.

## Semblanza
Geissler era descendiente de una larga línea de artesanos procedentes de la zona del Bosque de Turingia y de Bohemia.
Encontró trabajo en diferentes universidades alemanas, incluyendo eventualmente la Universidad de Bonn. Allí fue donde el físico Julius Plücker le solicitó que diseñara una bomba para hacer el vacío en tubos de vidrio, dado que dominaba la técnica del soplado de cristal y poseía un negocio de fabricación de instrumentos científicos. En 1857 inventó una bomba de vacío sin elementos mecánicos móviles, basada en los trabajos de Evangelista Torricelli. Aprovechando el vacío creado por el descenso de la columna de mercurio encerrada en el interior de un tubo, consiguió alcanzar niveles de vacío no conseguidos con anterioridad. Los recipientes en los que se practica el vacío de esta manera, llamados "Tubo de Geissler", tuvieron un papel muy importante en los experimentos de descarga en tubos de vacío y contribuyeron al estudio de la electricidad y de los átomos.

## Reconocimientos
- El cráter lunar Geissler lleva este nombre en su memoria.